# FearDotCom
FearDotCom är en skräckfilm från 2002 i regi av William Malone, med Stephen Dorff, Natascha McElhone, Stephen Rea och Udo Kier i rollerna.

## Rollista
| Stephen Dorff     | – Detektiv Mike Reilly          |
| Natascha McElhone | – Terry Huston, Dept. of Health |
| Stephen Rea       | – Alistair Pratt, 'The Doctor'  |
| Udo Kier          | – Polidori                      |
| Amelia Curtis     | – Denise Stone                  |
| Jeffrey Combs     | – Sykes                         |
| Nigel Terry       | – Turnbull                      |
| Gesine Cukrowski  | – Jeannine                      |
| Michael Sarrazin  | – Frank Bryant                  |
| Jana Güttgemanns  | – Ung flicka                    |
| Anna Thalbach     | – Kate                          |
| Siobhan Flynn     | – Thana Brinkman                |